# حبش (صعفان)

تعديل مصدري - تعديل

حبش هي إحدى قرى عزلة بني عراف بمديرية صعفان التابعة لمحافظة صنعاء، بلغ تعداد سكانها 267 نسمة حسب تعداد اليمن لعام 2004.